# Монтелупо Албезе
Монтелупо Албезе (итал. Montelupo Albese) је насеље у Италији у округу Кунео, региону Пијемонт.
Према процени из 2011. у насељу је живело 307 становника. Насеље се налази на надморској висини од 553 м.

## Становништво
Према резултатима пописа становништва 2011. у општини је живело 531 становника.
| 1931. | 1936. | 1951. | 1961. | 1971. | 1981. | 1991. | 2001. | 2011. |
| ----- | ----- | ----- | ----- | ----- | ----- | ----- | ----- | ----- |
| 734   | 724   | 599   | 470   | 405   | 390   | 428   | 459   | 531   |